# 陳大文
陳大文（1742年—1815年），字簡亭，河南杞縣人，原籍浙江會稽，清朝官員。
他是乾隆三十七年（1772年）進士，初授吏部主事。四十八年（1783年）任廣西南寧知府，後擢升為雲南迤東道。歷任貴州按察使、安徽按察使及江寧布政使，皆有政聲。他為父親服喪期滿後任廣東布政使，嘉慶二年（1797年）擢升為巡撫，不久兼署總督。嘉慶四年（1799年）調為山東巡撫，五年因母親逝世而離任，六年署任直隸總督。
他後來因病請求回京任官，歷署吏部侍郎、工部尚書。嘉慶八年（1803年），出任兩江總督，次年召授左都御史，尚未到京又擢為兵部尚書。大文在赴京途中患病，仁宗詔遣侍衛帶醫師到他那裡，可是久醫仍未癒，賜尚書銜給他回籍。後來大文被發現在直隸為官時有過失，部議革職，皇帝詔俟他病癒後以四品京堂用，不過他一直沒有復出。嘉慶二十年（1815年）在家中去世。

## 延伸阅读
[在维基数据编辑]
 《清史稿/卷357》，出自趙爾巽《清史稿》

## 外部連結
- 資料連結 （页面存档备份，存于），中研院史語所明清檔案工作室。

| 官衔          | 官衔                                                                           | 官衔          |
| ------------- | ------------------------------------------------------------------------------ | ------------- |
| 前任： 劉權之 | 兵部漢尚書 嘉慶十年二月辛未－嘉慶十年五月己亥 （1805年3月17日－1805年6月13日） | 繼任： 鄒炳泰 |